# Timișoara Challenger 2005
Il Timișoara Challenger 2005 è stato un torneo di tennis facente parte della categoria ATP Challenger Series nell'ambito dell'ATP Challenger Series 2005. Il torneo si è giocato a Timișoara in Romania dal 1º al 7 agosto 2005 su campi in terra rossa.

## Vincitori

### Singolare
Jean-Christophe Faurel ha battuto in finale  Jakub Herm-Zahlava con il punteggio di 6–3, 7–5

### Doppio
Ionuț Moldovan /  Gabriel Moraru hanno battuto in finale  Ilia Kushev /  Radoslav Lukaev con il punteggio di 6–2, 6–0